# Birgit Cullberg-stipendiet
Cullbergstipendiet instiftades av Sveriges regering i samband med koreografen och dansaren Birgit Cullbergs 90-årsdag 1998. Stipendiet skall ges till en svensk koreograf. Stipendiebeloppet är 100 000 kronor. Det delas ut av Konstnärsnämnden.

## Pristagare
- 1999 Lena Josefsson
- 2000 Pär Isberg
- 2001 Birgitta Egerbladh
- 2002 Örjan Andersson
- 2003 Kenneth Kvarnström
- 2004 Jens Östberg
- 2005 Anna Vnuk
- 2006 Johan Inger
- 2007 Gunilla Heilborn
- 2008 Dorte Olesen
- 2009 Björn Säfsten
- 2010 Christer Lundahl och Martina Seitl
- 2011 Jeanette Langert
- 2012 Jefta van Dinther
- 2013 Malin Elgán[1]
- 2014 Zerjon Abebe[2]
- 2015 Alexander Ekman[3]
- 2016 Alma Söderberg
- 2017 Martin Forsberg
- 2018 QUARTO - Leandro Zappala & Anna af Sillén de Mesquita
- 2019 Rachel Tess
- 2020 Dinis Machado
- 2021 Nicole Neidert
- 2022 Ellen Söderhult
- 2023 Erik Linghede
- 2024 Sindri Runudde[4]